# Lactarius zonarius
Lactarius zonarius (Pierre Bulliard, 1783 ex Elias Magnus Fries, 1838) din încrengătura Basidiomycota în familia Russulaceae și de genul Lactarius, denumit în popor ciupercă de stejar, ajustat râșcov de stejar, sau piept de stejar, este o specie de ciuperci necomestibile. Acest burete destul de rar coabitează, fiind un simbiont micoriza (formează micorize pe rădăcinile arborilor). În România, Basarabia și Bucovina de Nord crește de la câmpie la deal, în păduri de foioase și chiar prin parcuri, pe sol argilos sau calcaros, aproape numai sub stejari (în Europa de Sud ocazional și pe lângă castani comestibili), preferând locuri călduroase. Timpul apariției este din (iulie) august până la mijlocul lui octombrie.

## Taxonomie
Specia a fost descoperită de savantul francez Pierre Bulliard și publicată sub denumirea Agaricus zonarius în volumul 3 al marii sale opere Herbier de la France ou, Collection complette des plantes indigenes de ce royaume etc… din 1783, iar în 1838, renumitul savant suedez Elias Magnus Fries a transferat specia corect la genul Lactarius sub păstrarea epitetului, de verificat în lucrarea sa Epicrisis Systematis Mycologici seu Synopsis Hymenomycetum din 1838.
Micologii Jacob Heilmann-Clausen, Annemieke Verbeken și Jan Vesterholt subliniază în publicația lor din 1998, că taxonul cu epitetul insulus care a fost utilizat pe scară largă în trecut pentru această ciupercă, este un „nomen dubium, deoarece nu este complet clar ce taxon Fries a avut în minte la descrierea speciei în 1838. Că ar fi vorba despre Lactarius zonarius, este foarte puțin probabil, întrucât specia nu apare în Scandinavia. Astfel sinonimele propuse de Index Fungorum, anume Agaricus insulsus Fr. (1821), Lactarius insulsus  (Fr.) Fr. (1838), Galorrheus insulsus  (Fr.) P.Kumm. (1871), Lactifluus insulsus  (Fr.) O.Kuntze (1891) și Gloeocybe insulsa  (Fr.) Earle (1909) par să nu fie corecte.

## Descriere

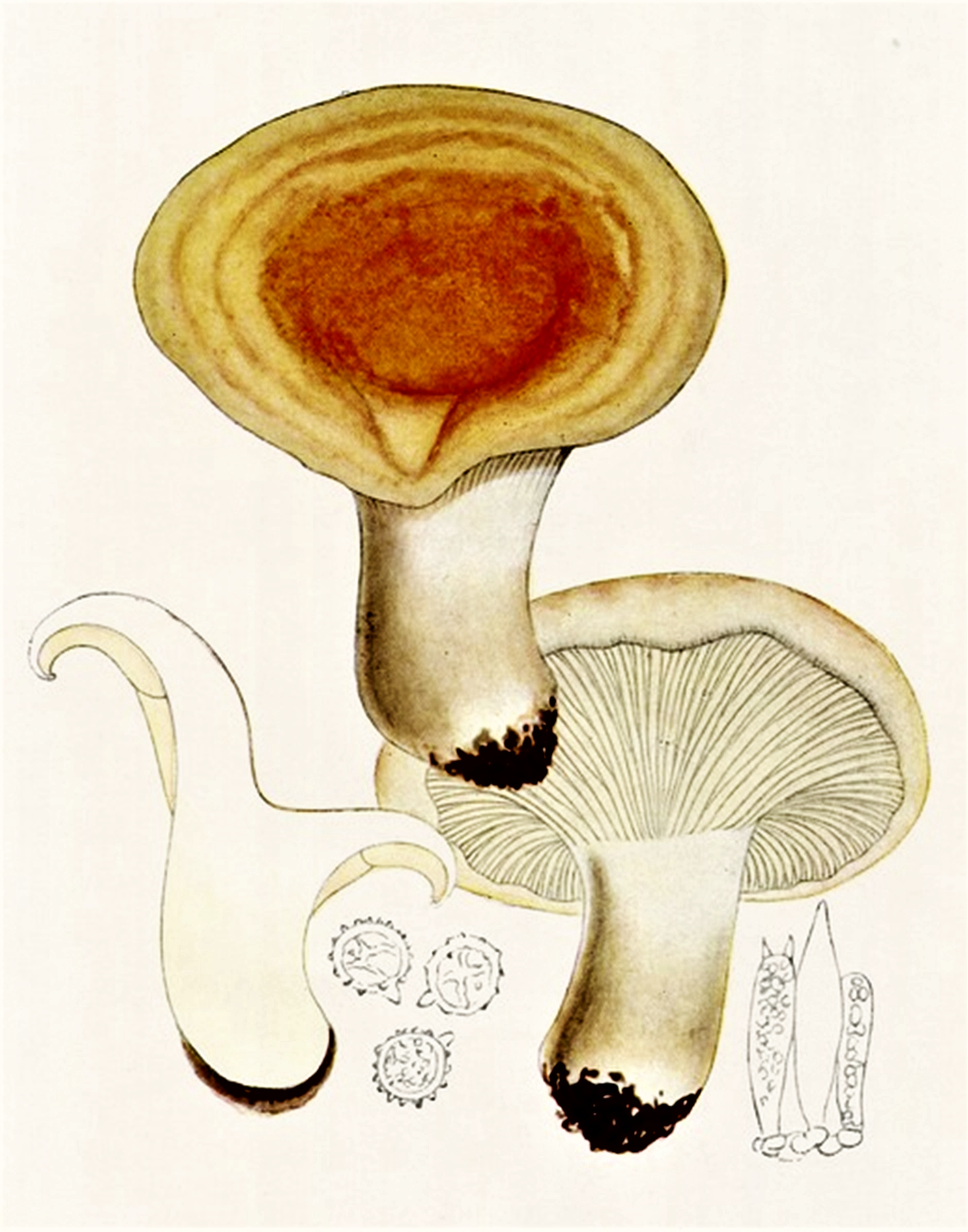
Bres.: Lactarius zonarius

- Pălăria: are un diametru de 4-15 (18)  cm, este cărnoasă, pentru timp lung convexă cu marginea răsfrântă spre picior, devenind apoi din ce în ce mai plată și adâncită în centru, iar la bătrânețe are forma de pâlnie cu marginea ondulată. Cuticula este netedă și mată, la umezeală ușor unsuroasă cu aspect mătăsos, fiind acoperită în tinerețe de un puf fin. Coloritul este de obicei galben sau galben deschis, dar poate fi de asemenea crem până aproape albicios sau ocru-brun. Prezintă zone pronunțate în formă de inele concentrice portocalii sau ocru-galbene.
- Lamelele: sunt subțiri, tare aglomerate, arcuite și nu prea înalte, aderate și cu avansarea în vârstă lung decurente la picior, cu lameluțe intercalate către marginea pălăriei precum bifurcate, pornind de la tijă. Muchiile sunt netede. Coloritul este în stadiu tânăr alb până gălbui, apoi ocru-brun.
- Piciorul: are o înălțime de 3-6 cm și o lățime de 1-1,5 (2,5) cm, este cilindric în tinerețe plin, iar în vârsta gol pe interior. Coaja inițial albicioasă și netedă devine cu timpul gălbuie cu scobituri ocru-gălbuie până ocru-brune.
- Carnea: este compactă și tare, albicioasă, devenind după tăiere rozalie până roșu de somon. Se decolorează după câtva timp (aproximativ 10 minute) gri deschis. Mirosul fructuos amintește de mere sau pere, gustul fiind extrem de iute cu note amare.
- Laptele: nu numai la tăiere, ciuperca emită un suc extrem de iute, lipicios și alb care nu se decolorează.[4][5][6]
- Caracteristici microscopice: are spori sferici până slab elipsoidali, hialini (translucizi), neamiloizi (nu se decolorează cu reactivi de iod), cu o suprafață verucoasă, prezentând o rețea neregulată cu negi de o înălțime de până la 1 µm și o mărime de 7–8.5 x 6–6.5 microni. Basidiile clavate și destul de groase cu 2-4 sterigme măsoară 45-50 x 10-12 microni. Cistidele (elemente sterile situate în stratul himenal sau printre celulele din pielița pălăriei și a piciorului, probabil cu rol de excreție) sunt fusiforme cu o mărime de 60-75 x 12-15 µm, pleurocistidele (cistide situate în himenul de pe fețele lamelor) sunt de 40-52 x 4-6 µm, paracistidele (cistide puțin diferențiate de pe muchia lamelor în primul rând al lăptarilor) de 16-30 x 3-7 µm și cheilocistidele (cistide de pe muchia lamelor) de 24-35 x 3-6 µm. Hifele mai mult sau mai puțin paralele cu vârfuri rotunjite sunt gelatinoase și măsoară 1-2 x 4,5 microni.[11][12]
- Reacții chimice: Carnea și lamelele se colorează cu acid sulfuric încet verde-măsliniu (cuticula galben lucios), carnea cu fenol încet galben-portocaliu, apoi pătat negru-violet, lamelele cu guaiacol încet lila-carmin, carnea și cuticula cu Hidroxid de potasiu imediat auriu până puternic galben-portocaliu, decolorând după câteva minute, carnea cu lactofenol brun-violet și cu tinctură de Guaiacum încet gri-verzui.[13][14]

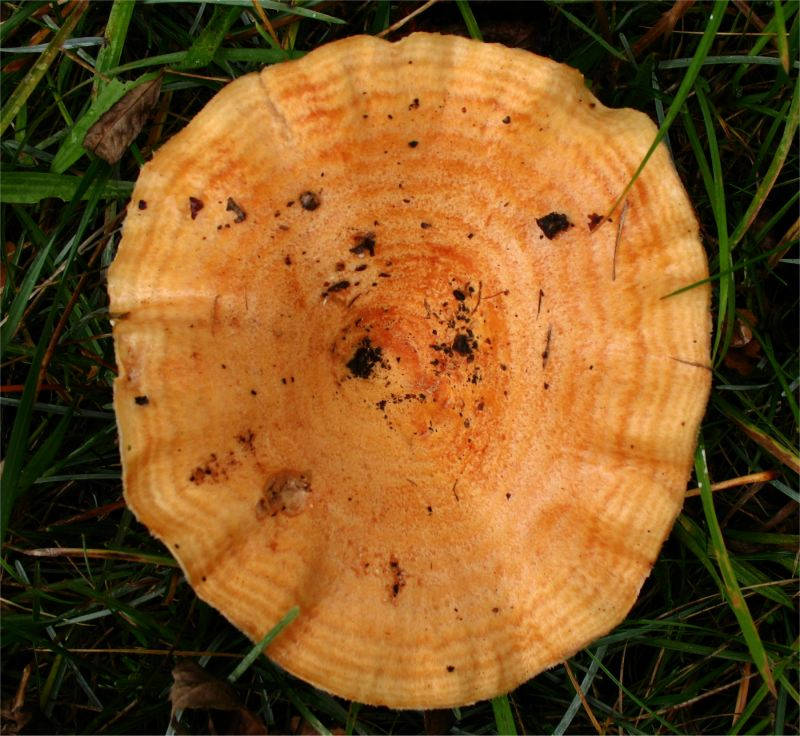
L. zonarius, pălăria de sus
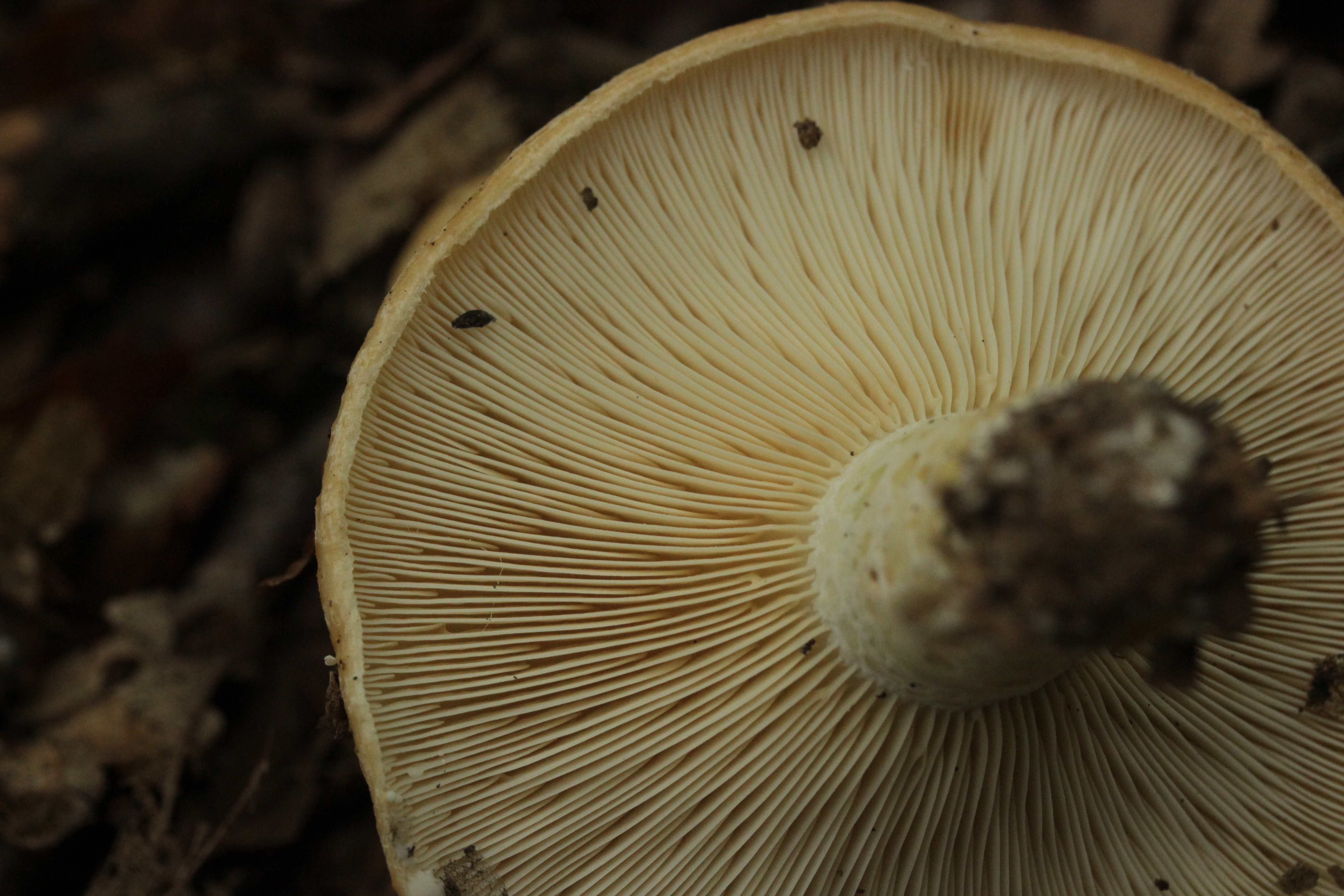
L. zonarius, lamele
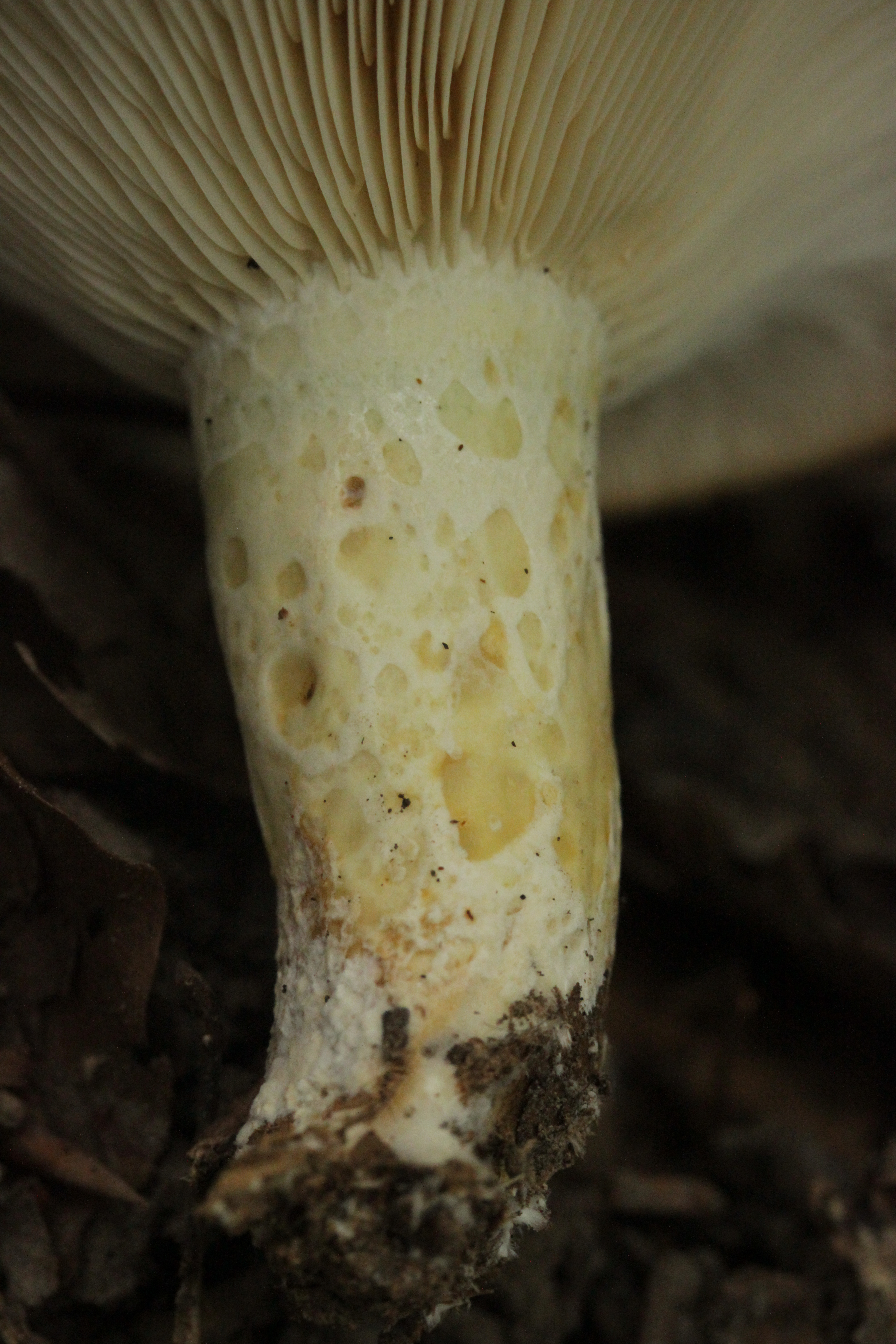
L. zonarius,  picior
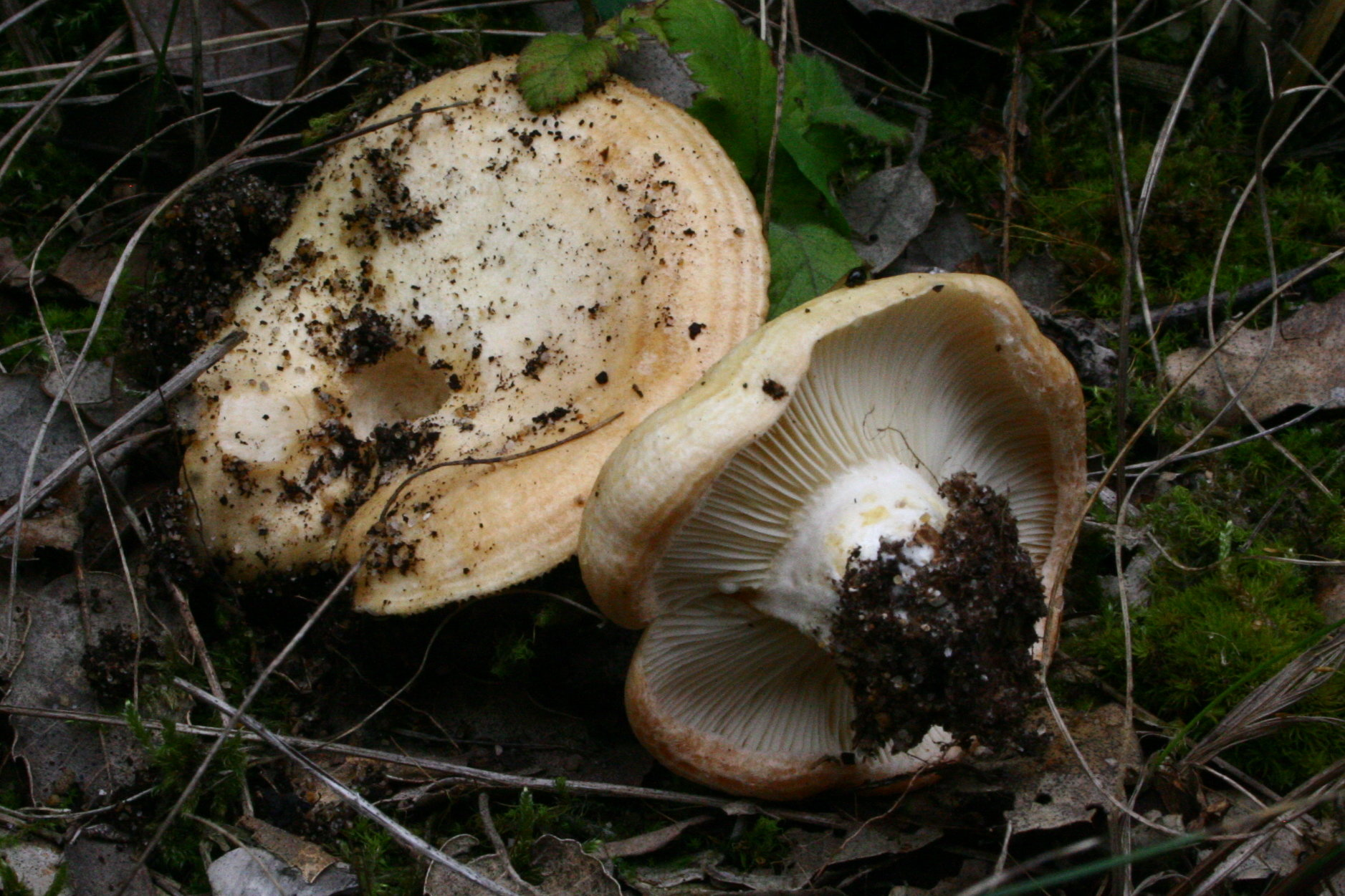
L. zonarius mai deschis

## Confuzii
Râșcovul veveriței poate fi confundat preponderent cu specii asemănătoare necomestibile sau otrăvitoare, cu toate foarte iute și/sau amare precum cu 2 soiuri comestibile, dar nu prea gustoase. Exemple sunt: Lactarius azonites (necomestibil), Lactarius blennius (necomestibil), Lactarius circellatus (necomestibil), Lactarius decipiens (necomestibil), Lactarius fluens (necomestibil), Lactarius evosmus (necomestibil), Lactarius fulvissimus (comestibil), Lactarius glyciosmus (condiționat comestibil), Lactarius mairei (ușor otrăvitor), Lactarius pallidus (necomestibil), Lactarius pterosporus (necomestibil), Lactarius pubescens (otrăvitor), Lactarius pyrogalus (necomestibil), Lactarius rufus (necomestibil), sau Lactarius scrobiculatus (otrăvitor).

## Specii asemănătoare în imagini

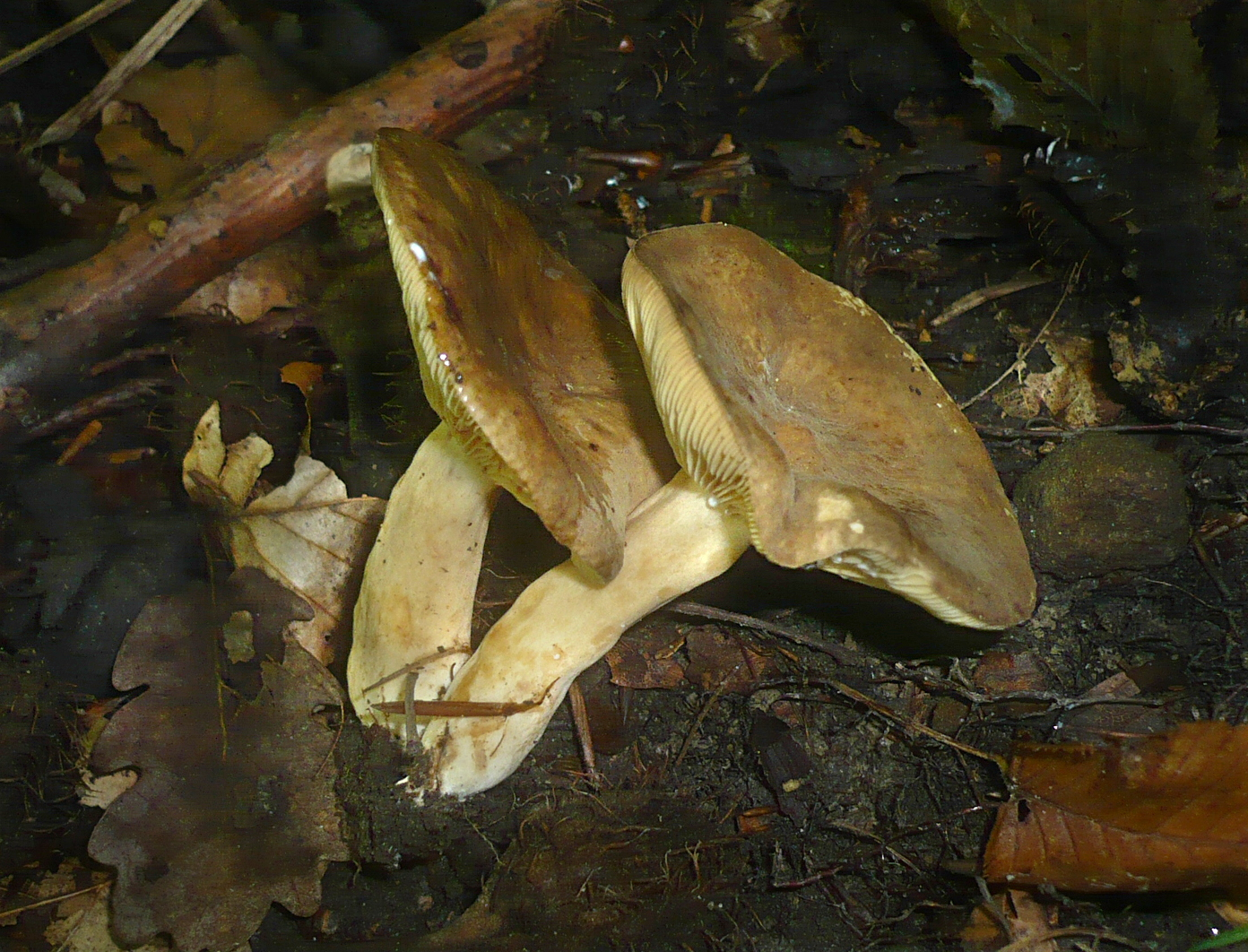
!Lactarius azonites!
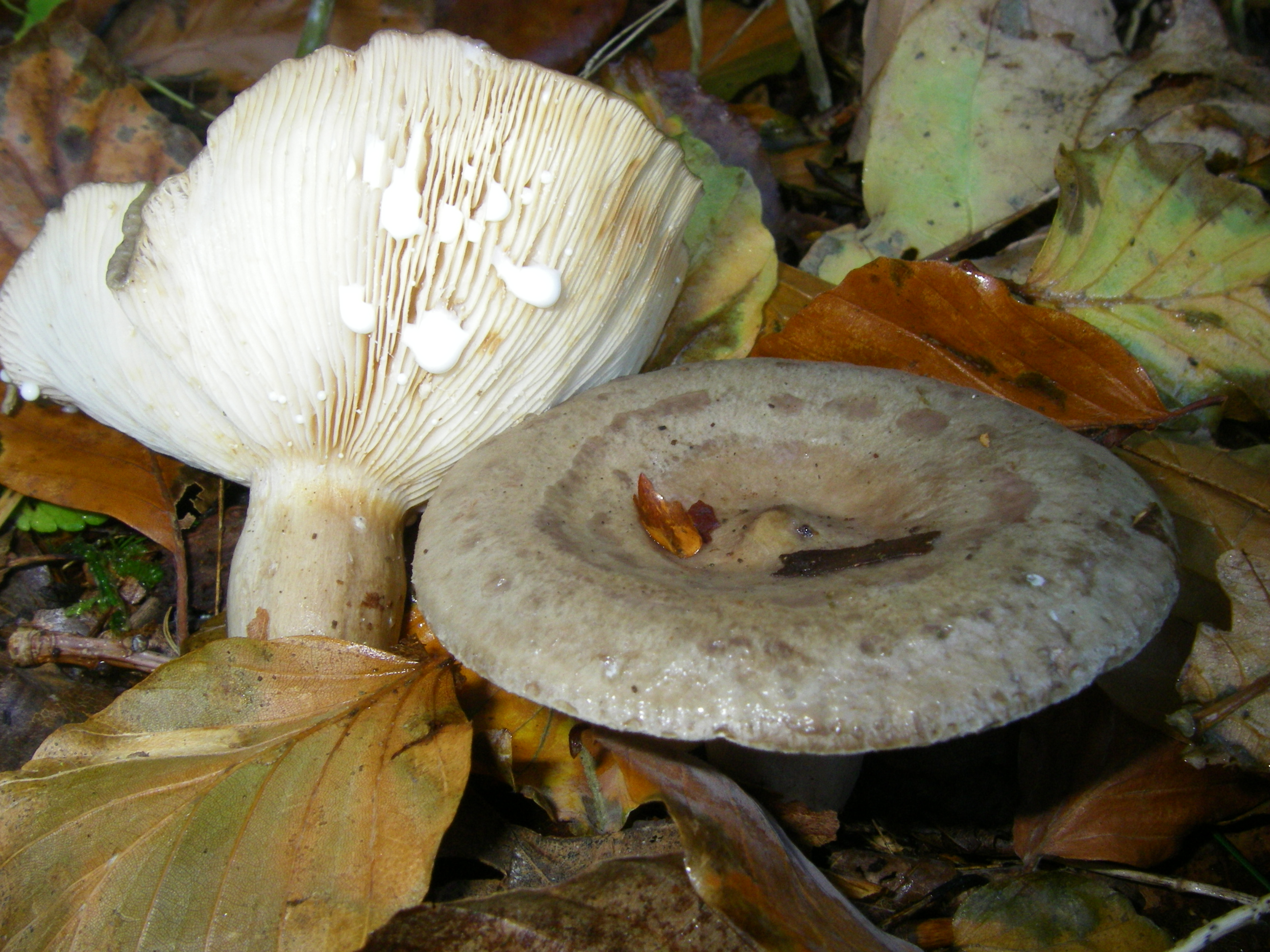
!Lactarius blennius!
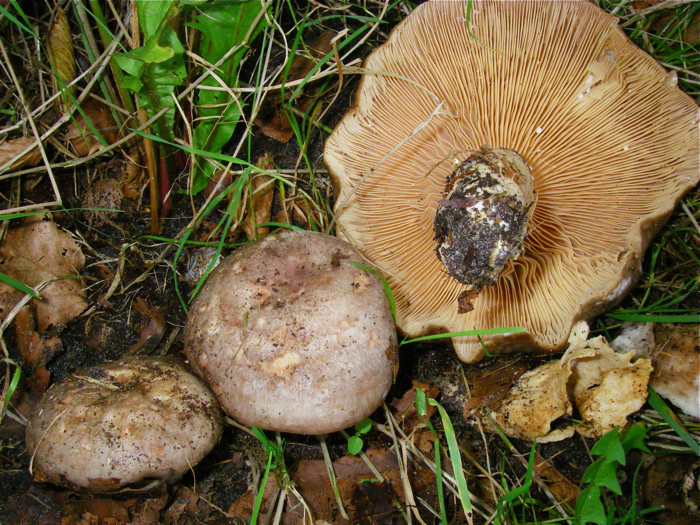
!Lactarius circellatus!
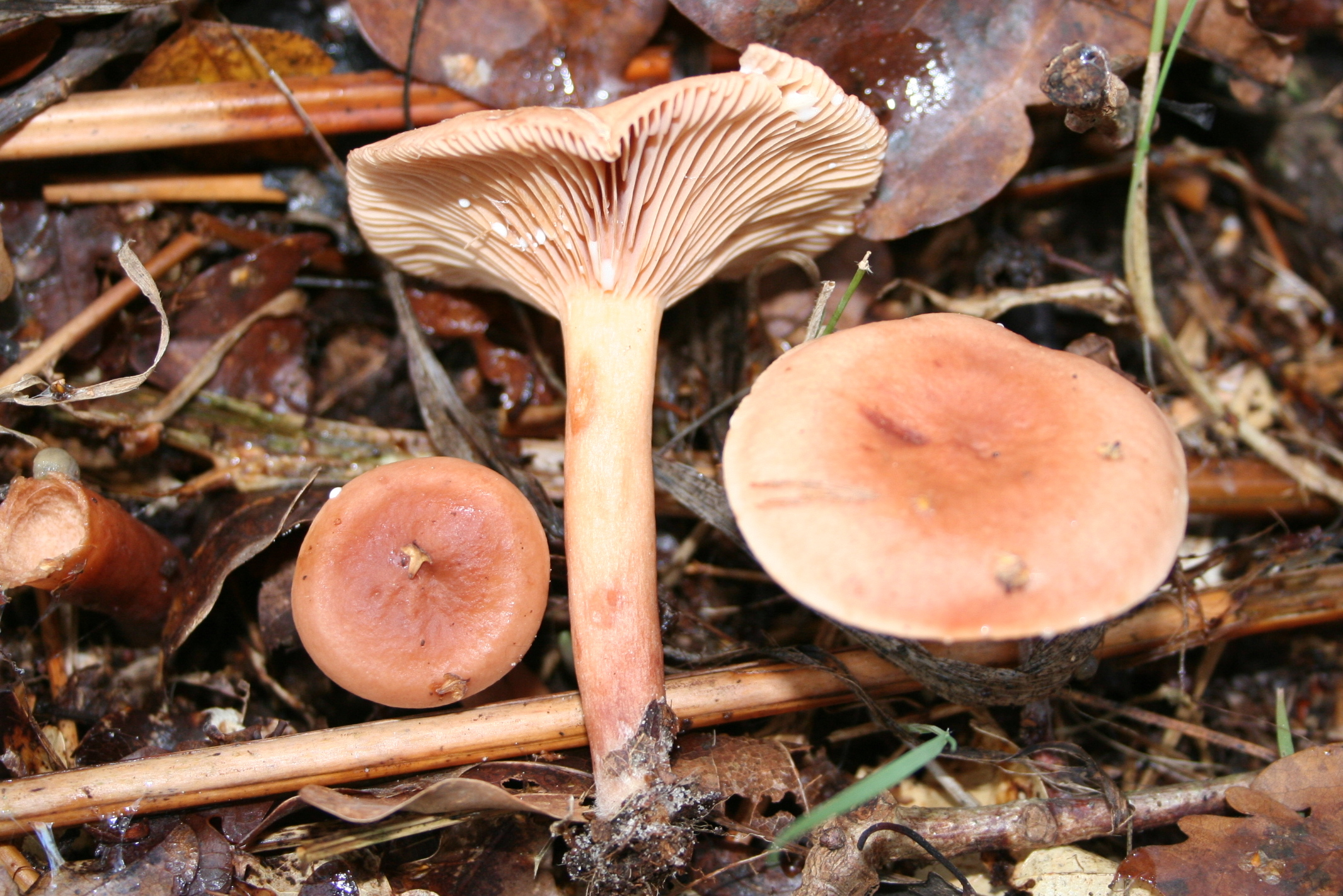
! Lactarius decipiens!
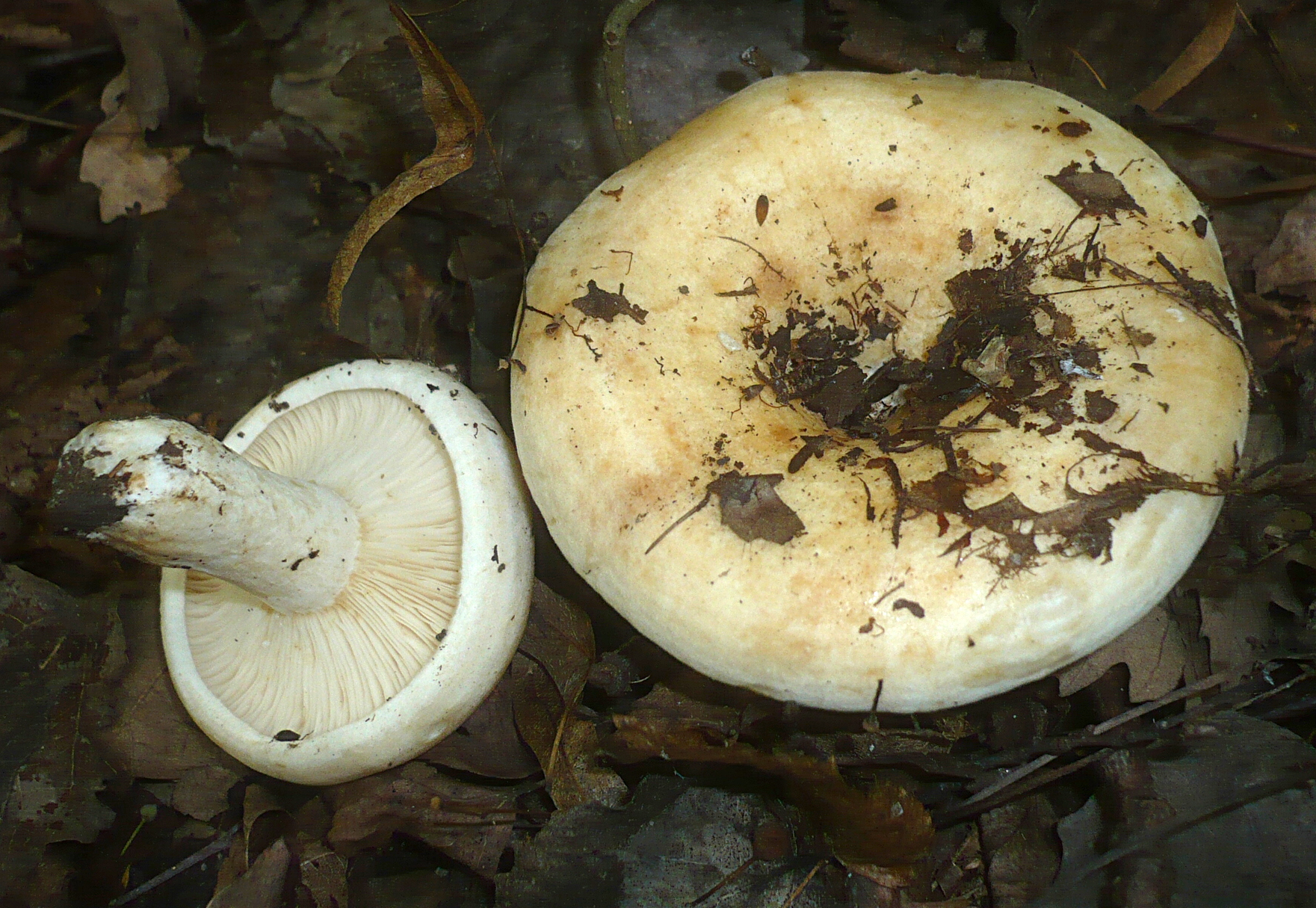
!Lactarius evosmus!
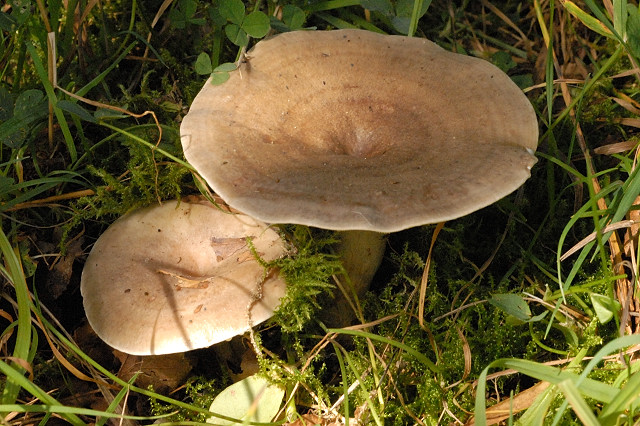
!Lactarius fluens!
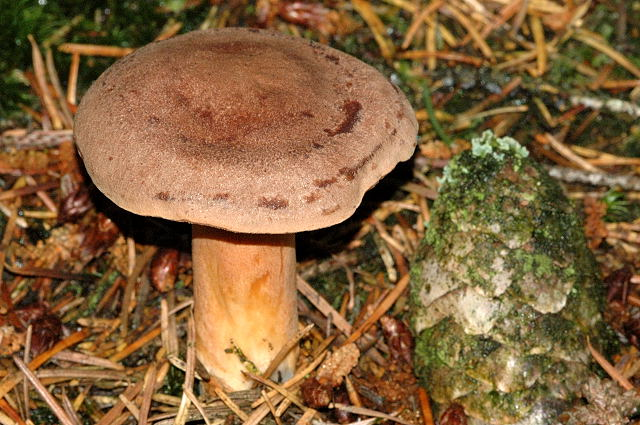
Lactarius fulvissimus
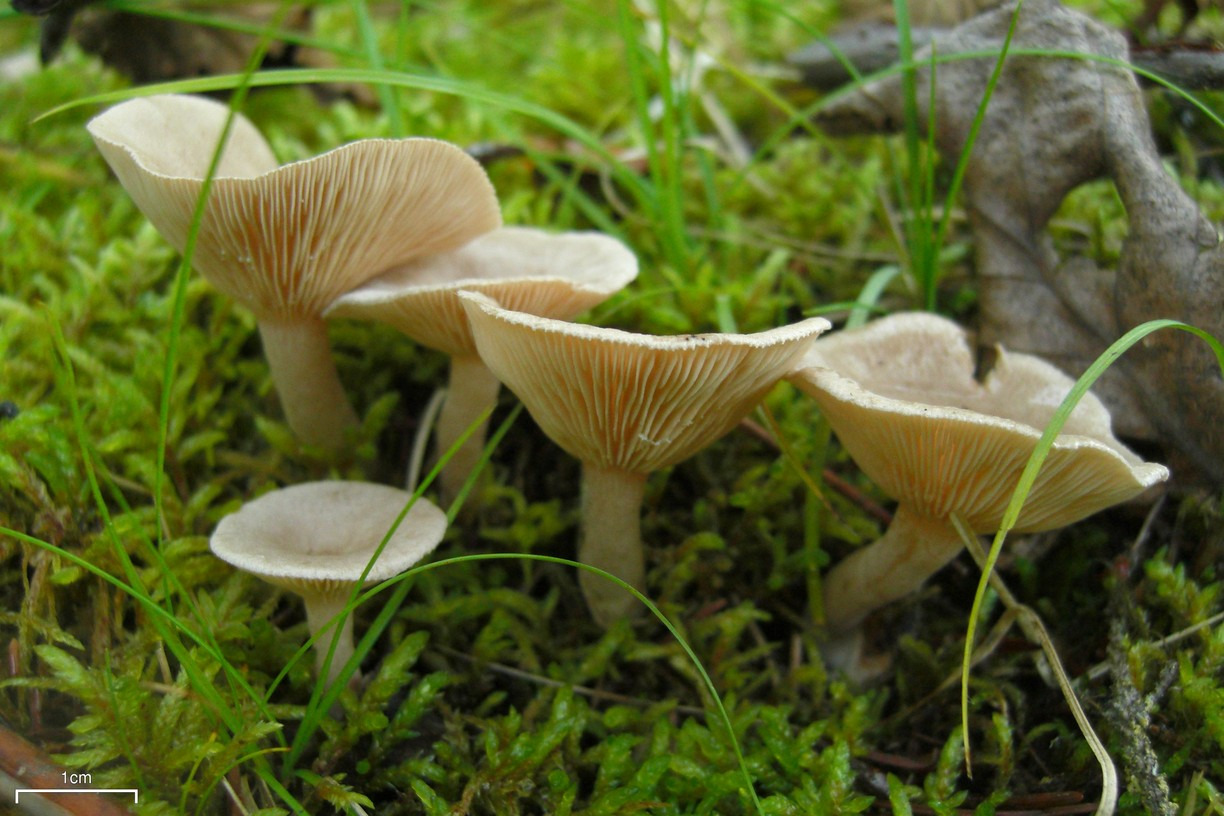
Lactarius glyciosmus

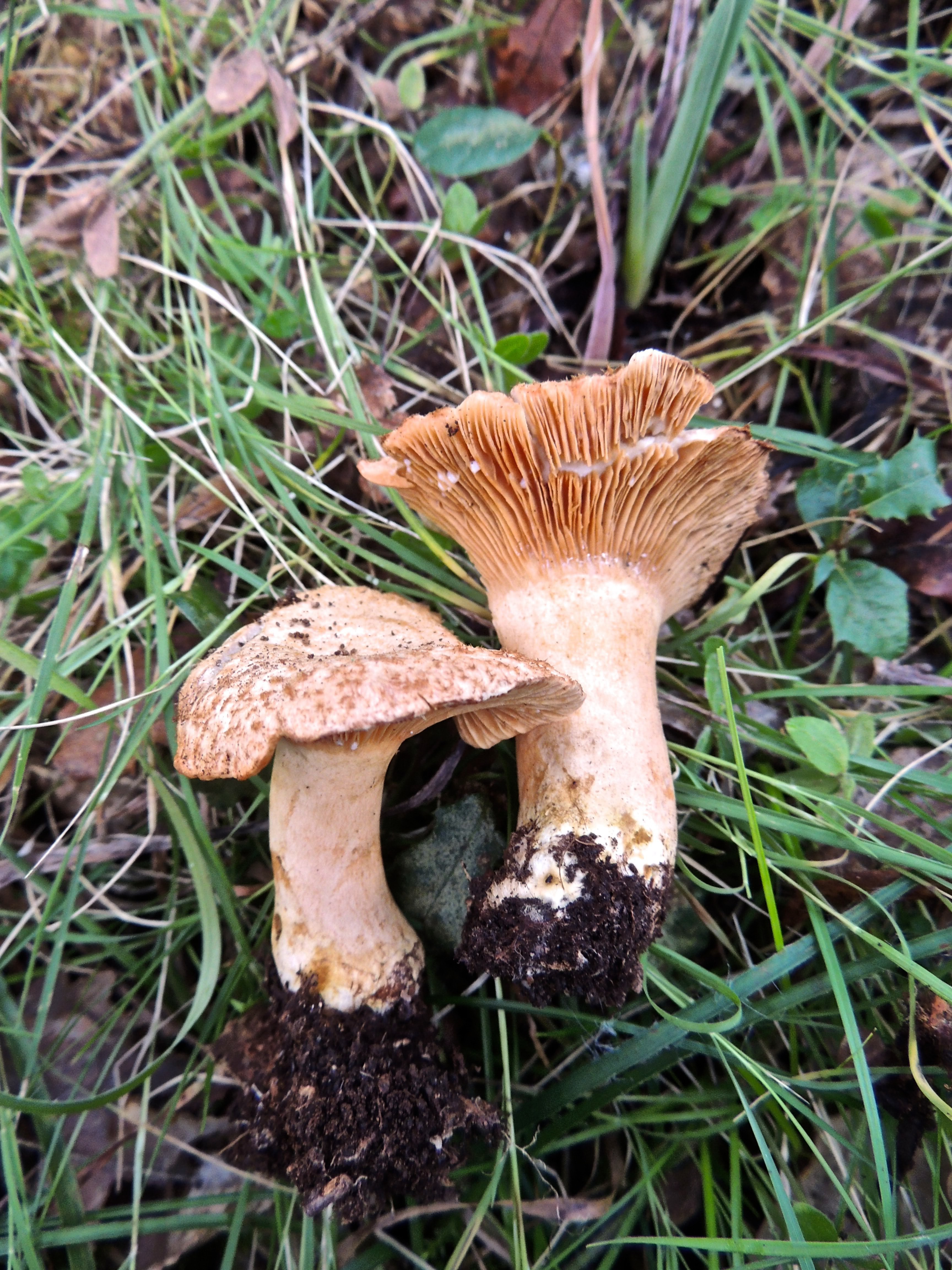
!!Lactarius mairei!!
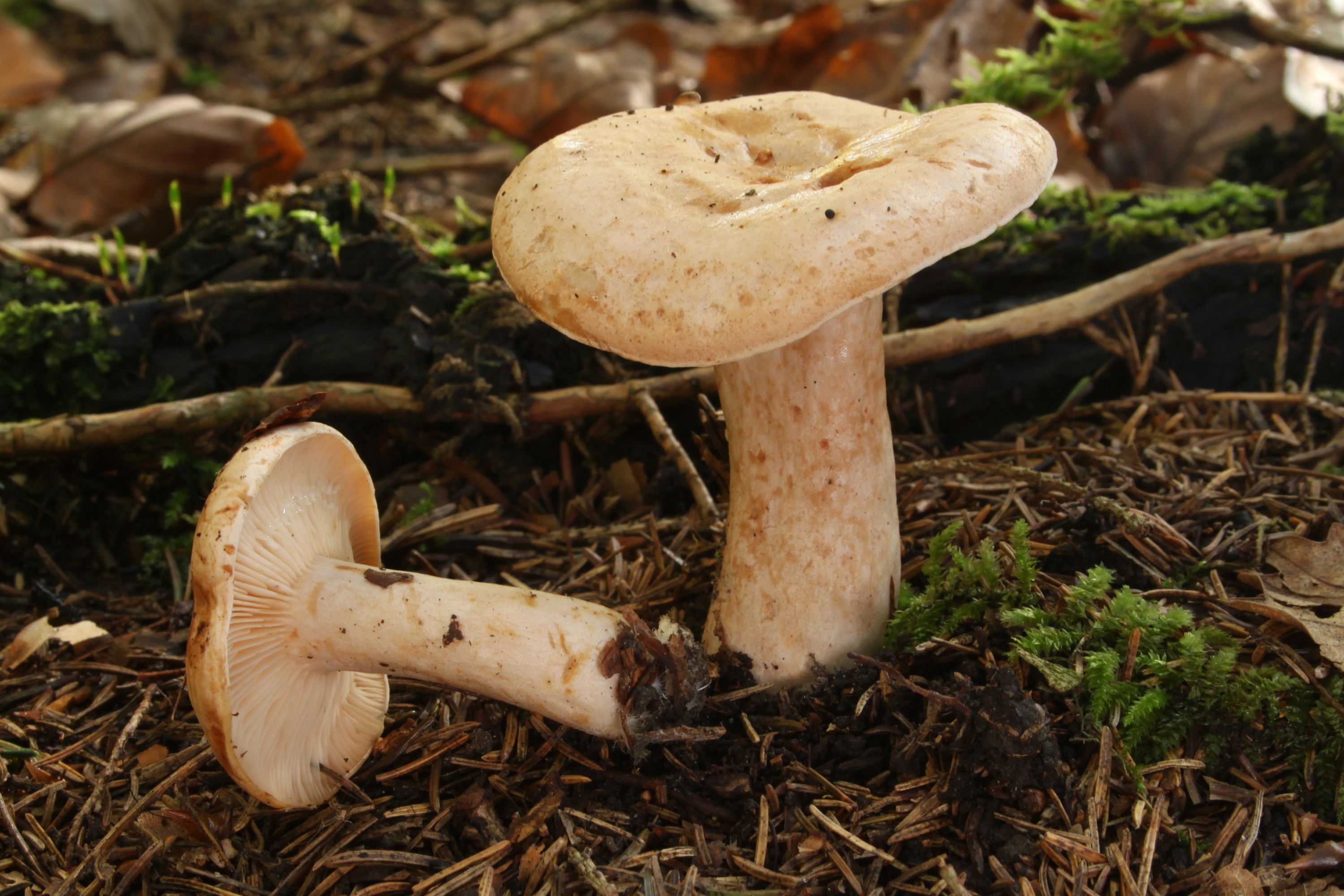
!Lactarius pallidus!
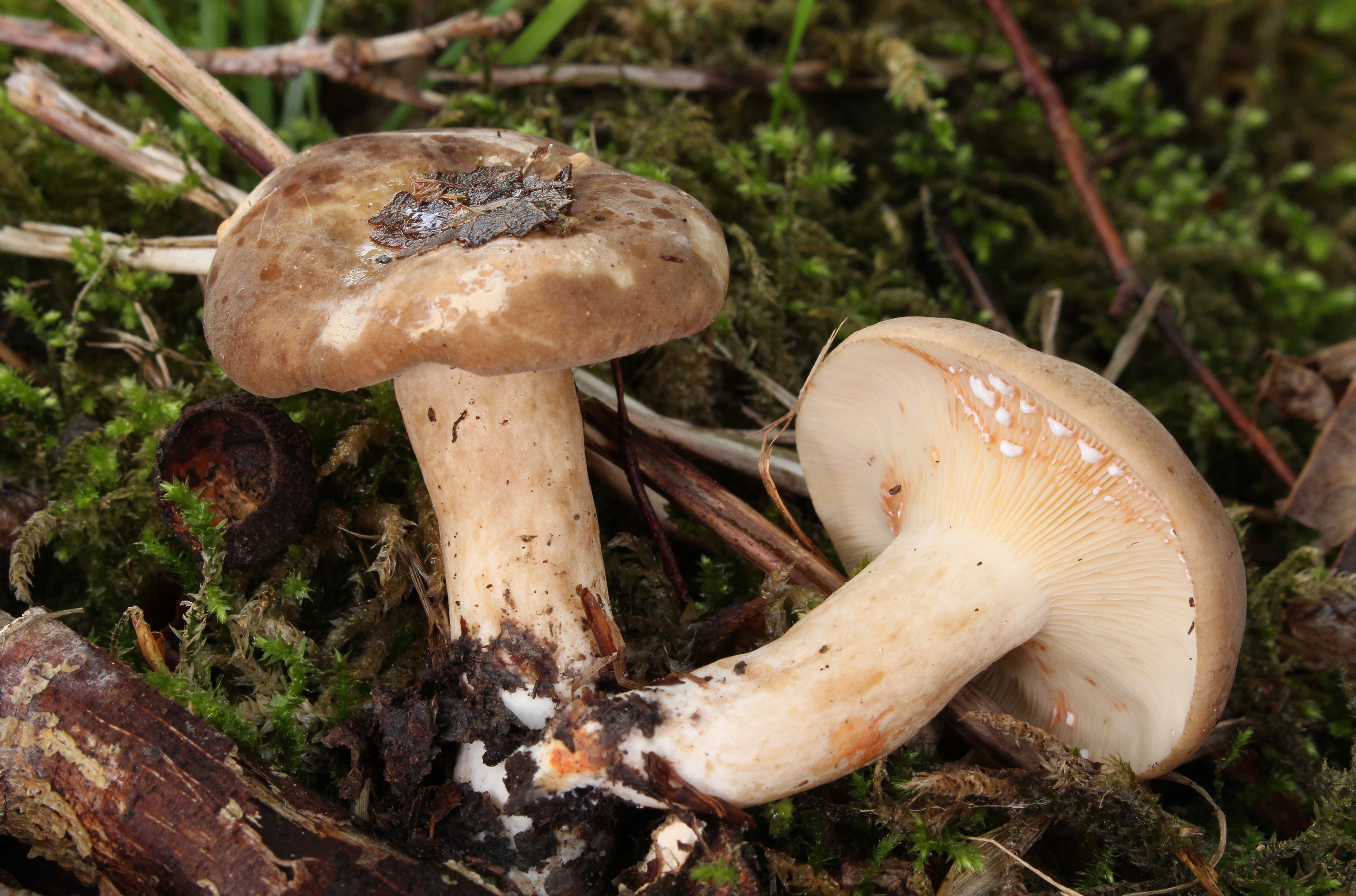
!Lactarius pterosporus !
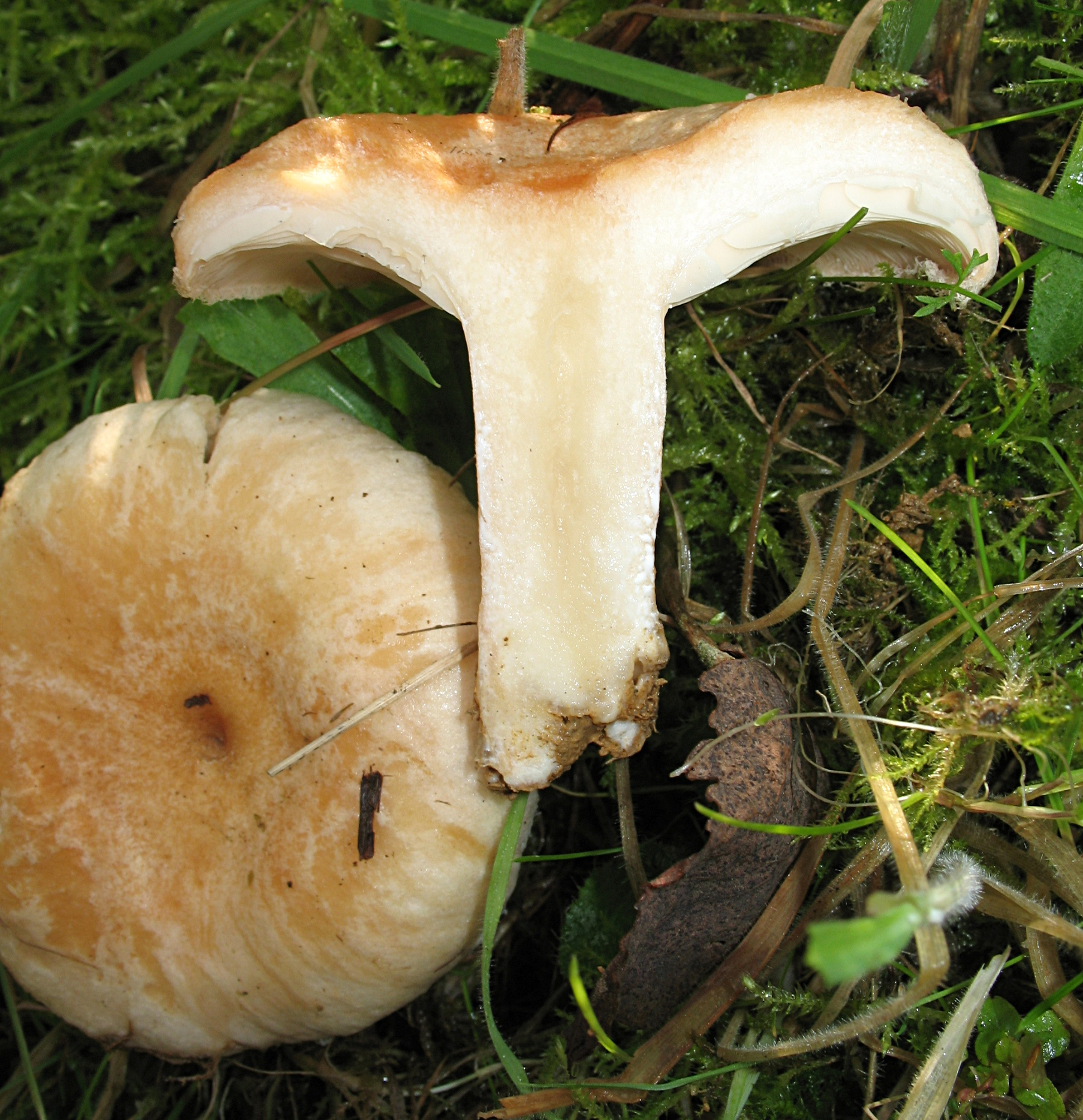
!!Lactarius pubescens!!
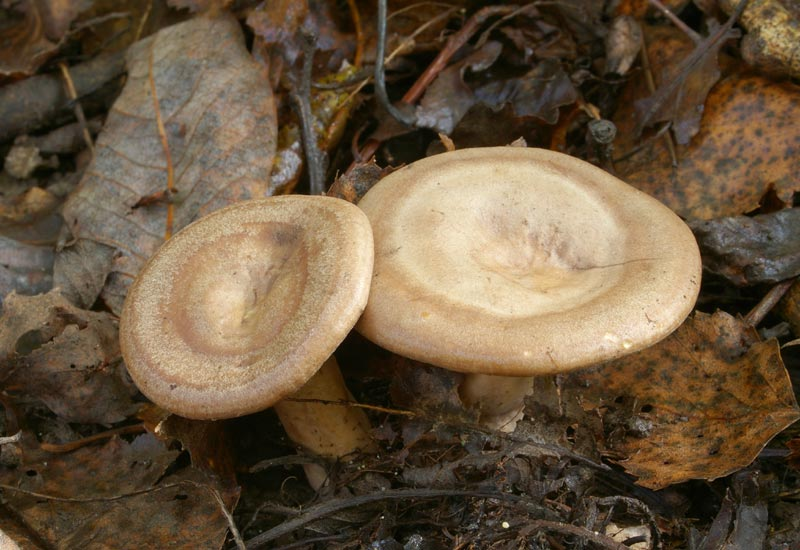
!Lactarius pyrogalus!
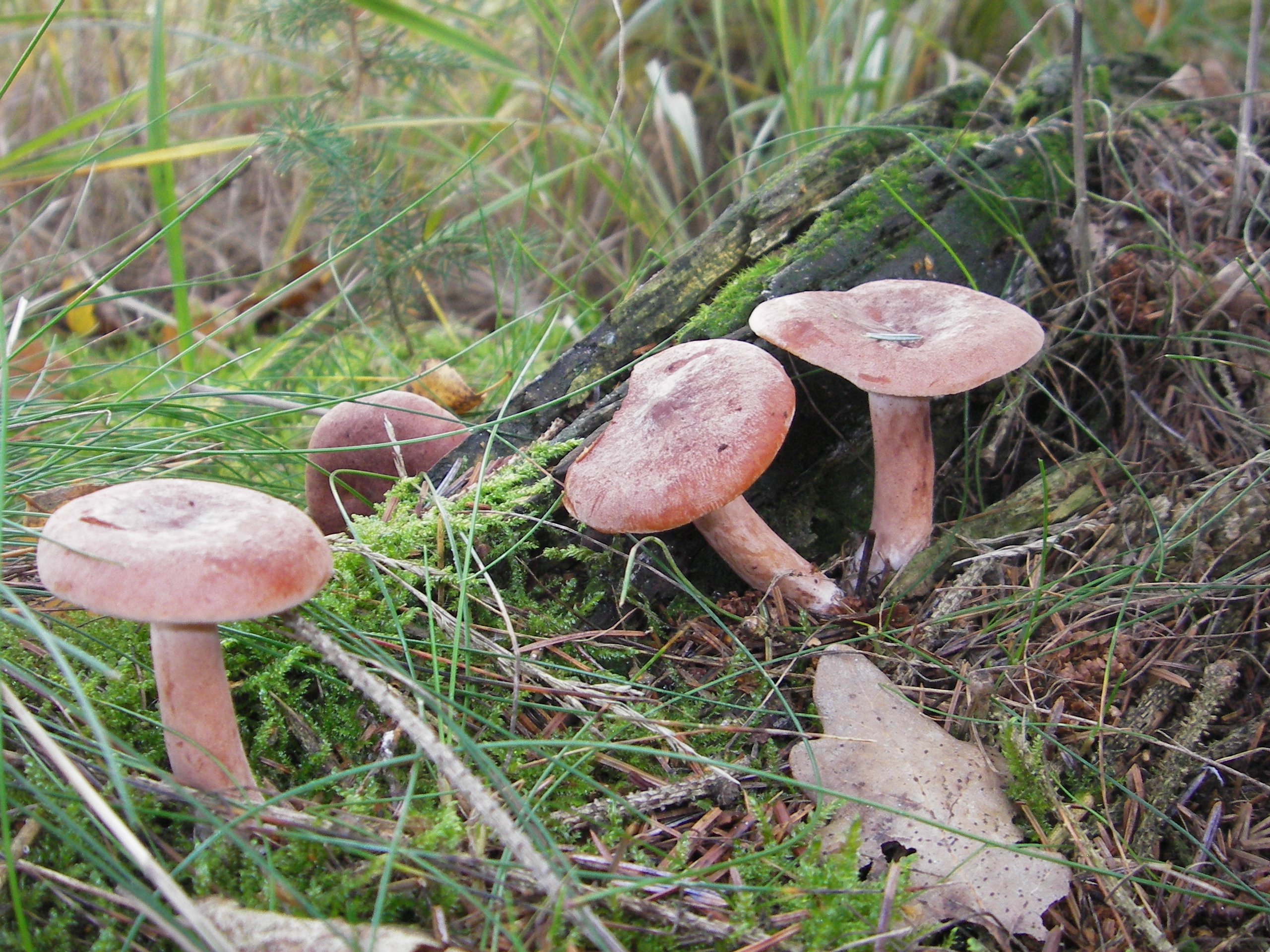
!Lactarius rufus!
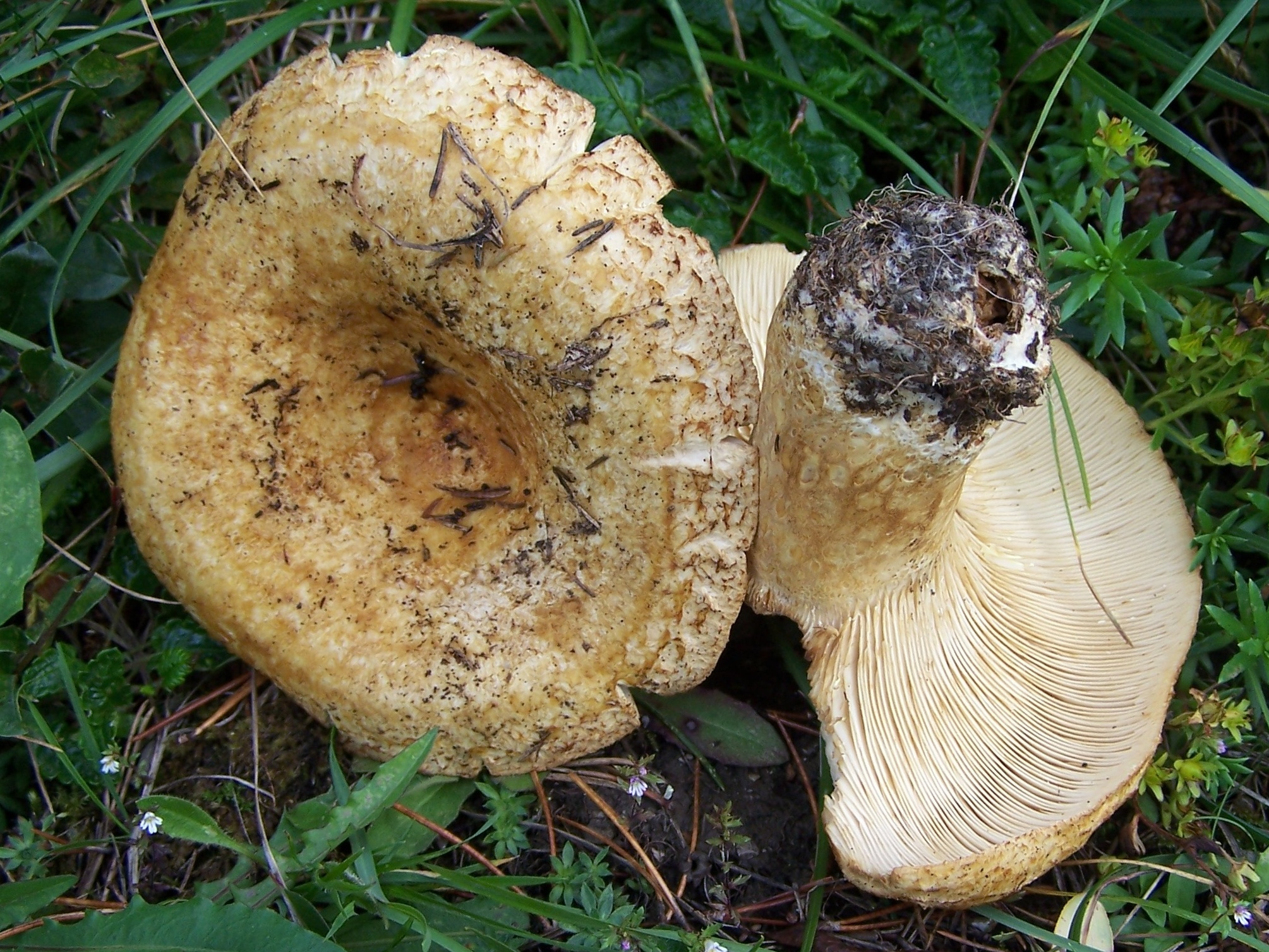
!!Lactarius scrobiculatus!!

## Valorificare
Acest burete este absolut necomestibil din cauza gustului său amar și foarte iute. S-ar putea să conțină terpenoide în doze mici, dar clasificarea drept specie toxică este exagerată.